# Grand Prix of Baltimore
Grand Prix of Baltimore (em português: Grande Prêmio de Baltimore) foi uma corrida que pertence ao calendário da IndyCar Series, disputado em uma pista montada nas ruas da cidade de Baltimore, Maryland. A primeira edição ocorreu entre entre os dias 2 e 4 de setembro de 2011 e a última em 2013.

## Circuito

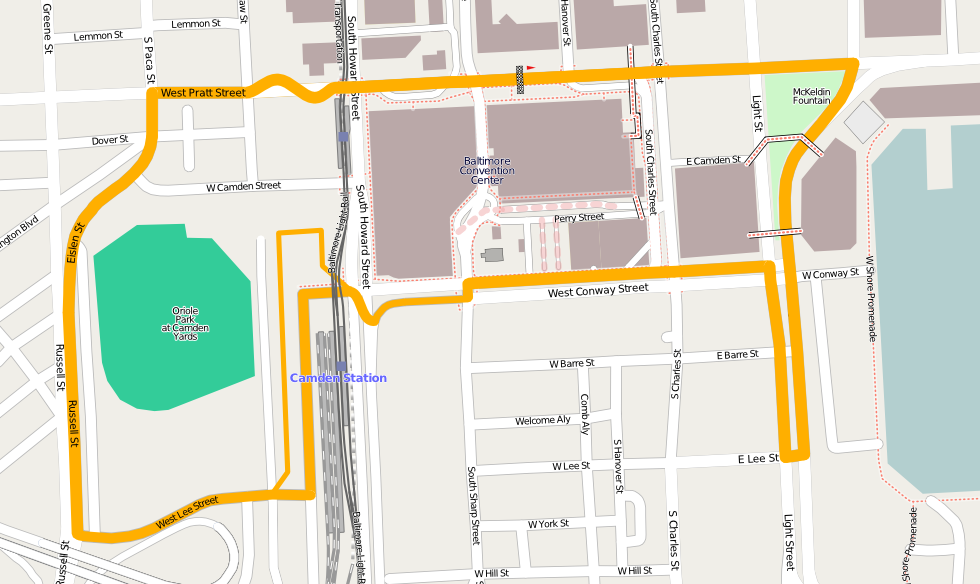
Circuito.

A pista tem 3,4 km (2,1 milhas). A linha de largada e chegada está localizada nas interseções da Pratt Street com a Sharp Street. A pista tem 12 curvas incluindo um hairpin na interseção da Light Street com a Lee Street.